# 高坂昌澄
高坂 昌澄（こうさか まさずみ）は、戦国時代の武将。甲斐国武田氏の家臣。『乾徳山恵林寺雑本』では実名を「昌澄」としているが不明。

## 略歴

### 甲斐武田家の家臣
天文20年（1551年）、譜代家老・春日虎綱（高坂昌信）の長男として生まれる。父と共に武田信玄、武田勝頼に仕えた。

### 長篠の戦い
『信長公記』『甲陽軍鑑』に拠れば、天正3年（1575年）の三河遠征では、越後国の上杉謙信の抑えとして出陣できない父の代理として出陣し、5月には長篠城を攻囲した（長篠の戦い）。
籠城する奥平軍の抵抗は頑強で早期陥落を果たせず、織田信長や徳川家康の長篠城救援軍到達を許してしまう。武田軍総大将の勝頼は、織田・徳川の後詰軍との決戦を採択。籠城軍への警戒に若干の軍勢を残し、主戦力を設楽原へ移動させた。昌澄は警戒軍として長篠城の西岸・有海村での待機を命ぜられている。
決戦日の5月21日には、信長が派遣した家康の家臣・酒井忠次率いる織田・徳川連合軍の別働奇襲隊によって長篠城の南岸警備軍（鳶ヶ巣山の守備隊）が壊滅。奇襲隊は昌澄の有海村駐屯軍へも襲い掛かった。昌澄は抗戦するが兵数で圧し潰され、戦死した。